# میکال (گیلان)
میکال یک روستا از توابع دهستان دیلمان بخش دیلمان شهرستان سیاهکل در استان  گیلان است. میکال ۴۵۶ نفر جمعیت دارد.